# 高麗大學
高麗大學（韩语：／），簡稱高大（韩语：／），位於韓國首都首爾特別市城北區安岩洞，是韩国一所私立研究性综合大学。高丽大学创建于1905年，是韩国历史最悠久的大学之一。高丽大学设有16所本科学院和20所研究生院。
高丽大学（Korea University）与首尔大学（Seoul National University）、延世大学（Yonsei University）三校被合称为「韩国大学一片天」（SKY）。
高麗大學長年以來與延世大學共同競技，從高麗大學的觀點來看，稱呼為「高延戰」。

## 歷史沿革
高麗大學校成立於1905年5月5日，創校初期為私立普成專門學校（사립보성전문학교），“教育救國”為其口號。
1929年因為世界范围内的经济危机經營狀況不佳，于1932年由中央中學校和《東亞日報》共同經營。1932年開始由金性洙擔任校長，在安岩洞6300坪的土地上，開始建設，也就是現在的高大本部。
1944年更名為京城拓殖經濟學院（경성척식경제전문학교）。光復以後，成立了政法學院、經商學院和文科學院而成為綜合性大學，並更名為高麗大學。
2005年5月舉行100週年校慶。

## 校區

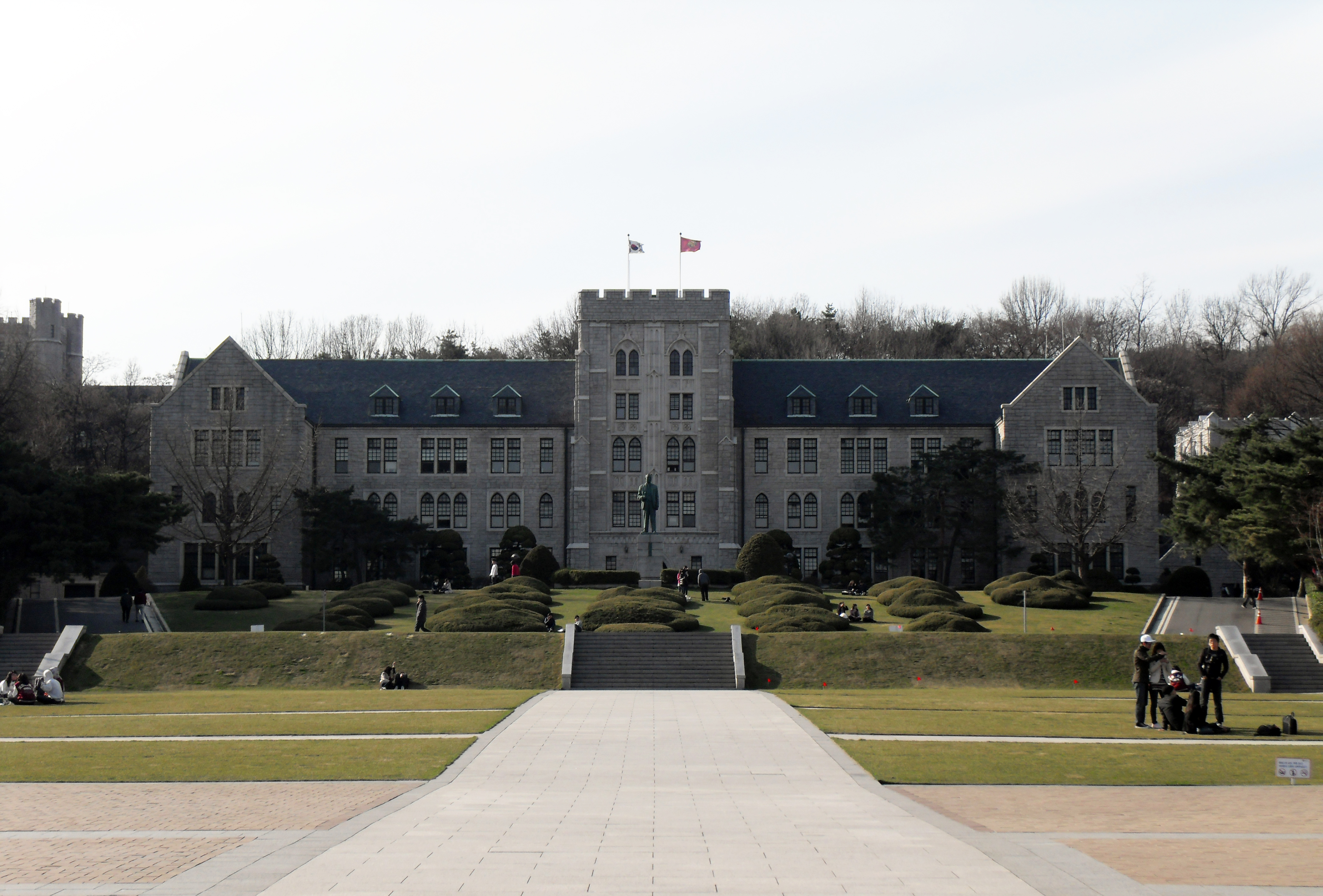
大学主樓

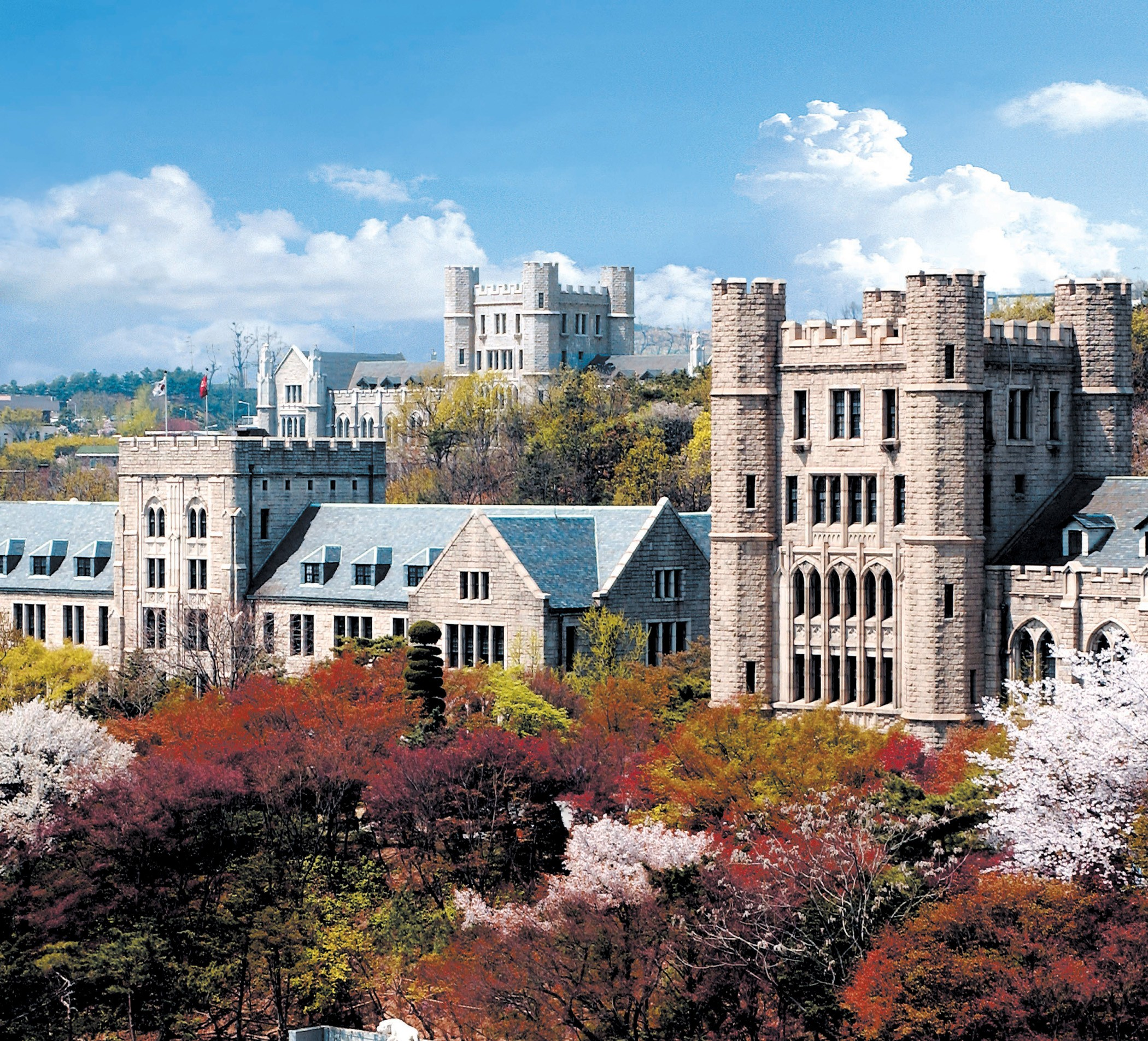
首爾校區建築群

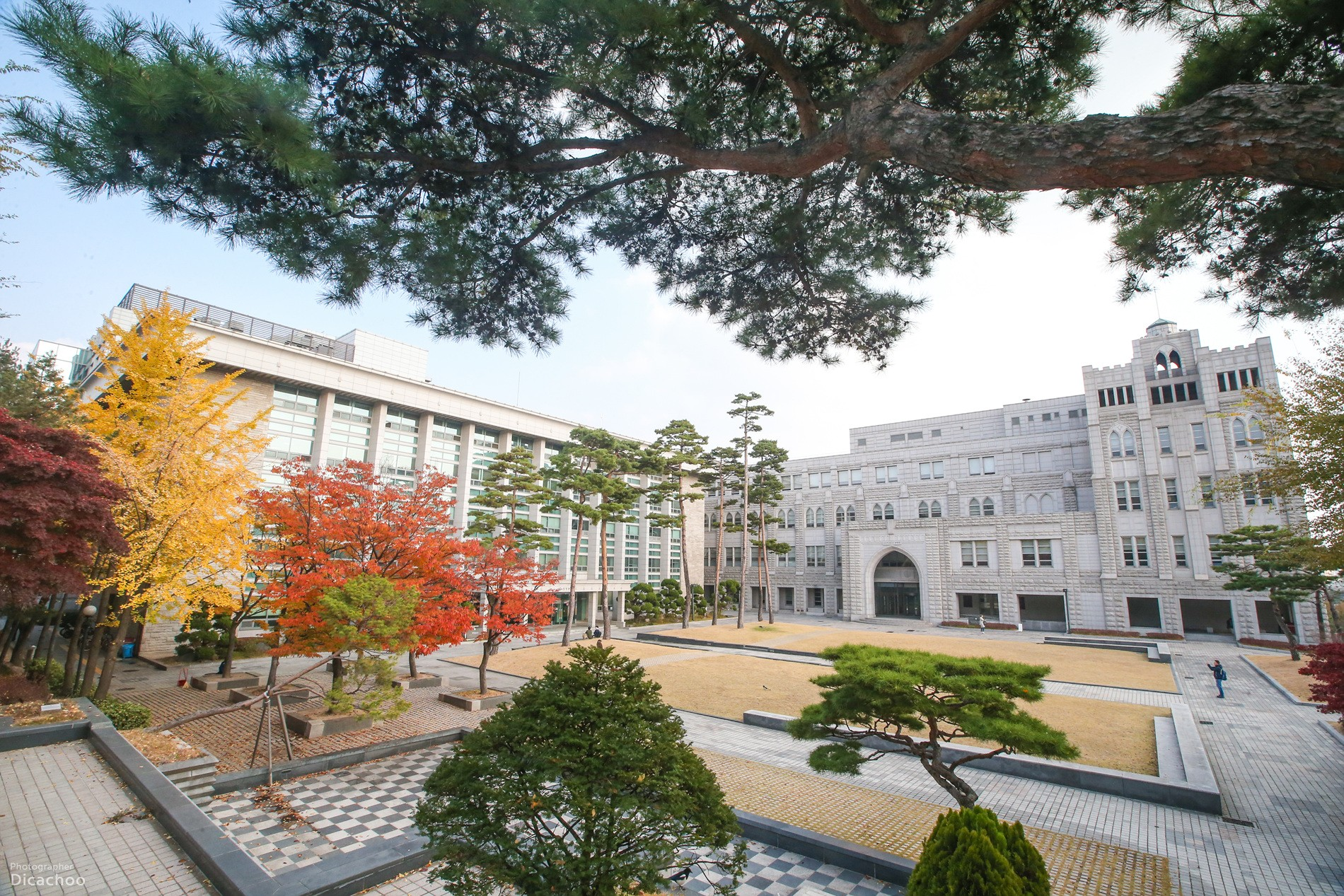
LG-POSCO Hall

高麗大學在首爾特別市城北區安岩洞及世宗特别自治市各設一個校區，各校區學院（대학/大學）與科系如下所示：

### 首爾安岩校區
- 法科学院：法学科
- 经营学院：经营学科
- 文科学院：国語国文学科、哲学科、韓国史学科、史学科、社会学科、漢文学科、英語英文学科、德语德文学科、法语法文学科、中語中文学科、俄语俄文学科、日語日文学科、西語西文学科、语言学科
- 生命科学学院：生命科学部、生命工学部、食品工学部、環境生態工学部、食品资源经济学科
- 政经学院：政治外交学科、经済学科、統計学科、行政学科
- 理科学院：数学科、物理学科、化学科、地球環境学科
- 工科学院：新材料工学部、化工生命工学科、建築社会環境工学科、建築学科、機械工学部、电气电子工学部、产业经营工学部
- 医科学院：医学科
- 師範学院：教育学科、体育教育科、家政教育科、数学教育科、国語教育科、英語教育科、地理教育科、歷史教育科、电脑教育科
- 护理学院：护理学科
- 情報通信学院：电脑・通信工学部
- 造形学部
- 国際学部
- 言論学部
- 保健科学学院：生物工学部、生物系统工学部、保健环境融合科学部、保健政策管理学部
- 情报学院：电脑学科、网络国防学科
- 传媒学部
- 自由专业学部
- 心理学部

### 世宗校區
2017年有如下學院與科系：
- 科学技术学院：应用数理科学部、显示器・半导体物理学部、新材料化学科、电脑融合软件学科、电子及情报工学科、生命情报工学科、食品生命工学科、电子・机械融合工学科、环境系统工学科、自由工学部
- 公共政策学院：政府行政学部、公共社会・统一外交学部、经济统计学部
- 文化体育学院：国际体育学部、文化遗产融合学部、文化创意学部
- Global、Business学院：Global学部、融合经营学部
- 药学学院：药学科

## 高延战
高延战是高麗大学和延世大学之间进行的篮球、足球、橄榄球、冰球、棒球等体育对抗赛事，其间也有丰富的校内娱乐活动，由两校轮流负责，于每年的九月举行。两校的啦啦队的声援是其一大特色，青春热血，尽展激情，无不使场馆气氛达到了高潮。另外，高延战闭幕式结束后，学生们纷纷返回高丽大学所在的安岩洞，此时整个安岩都洋溢着庆典的气氛，大街小巷都在欢呼雀跃。

## 校長
高丽大学历任校長和总裁如下：

### 普成学校（普成专门学校）時期
| 任 | 姓名             | 任期           | 備註 |
| -- | ---------------- | -------------- | ---- |
| 1  | 申海永（신해영） | 1905.4-1907.12 |      |
| 2  | 俞星濬           | 1907.12-1908.1 |      |
| 3  | 申海永（신해영） | 1908.2-1909.2  |      |
| 4  | 鄭永澤（정영택） | 1909.2-1910.7  |      |
| 5  | 尹益善           | 1911.1-1919.8  |      |
| 6  | 高元勳           | 1920.3-1923.11 |      |
| 7  | 許憲             | 1923.11-1924.8 |      |
| 8  | 俞星濬           | 1924.12-1925.7 |      |
| 9  | 朴勝彬           | 1925.9-1932.6  |      |
| 10 | 金性洙           | 1932.6-1935.5  |      |
| 11 | 金用茂           | 1935.6-1937.5  |      |
| 12 | 金性洙           | 1937.5-1946    |      |
| 13 | 玄相允           | 1946.2-1946.8  |      |

### 高丽大学時期
| 任      | 姓名             | 任期           | 備註                                                                                       |
| ------- | ---------------- | -------------- | ------------------------------------------------------------------------------------------ |
|         | 总長（校长）     | 任期           | 高丽大学校长; Notes                                                                        |
| 1       | 玄相允           | 1946.8-1950.10 | 高丽大学改名后首任校长; 驻美国代表                                                         |
| 2, 3, 4 | 俞镇午           | 1952.9-1965.10 |                                                                                            |
| 5       | 李鍾雨           | 1965.10-1970.9 |                                                                                            |
| 6       | 金相浹           | 1970.10-1975.4 | 国务总理                                                                                   |
| 7       | 车乐勳（차락훈） | 1975.6-1977.6  |                                                                                            |
| 8       | 金相浹           | 1977.8-1982.6  | 国务总理                                                                                   |
| 9       | 金俊烨           | 1982.7-1985.2  | 韩国社会科学院院长                                                                         |
| 10, 11  | 李俊范（이준범） | 1985.3-1989.7  |                                                                                            |
| 12      | 金熙執           | 1990.6-1994.6  |                                                                                            |
| 13      | 洪一植（홍일식） | 1994.6-1998.6  |                                                                                            |
| 14      | 金贞培           | 1998.6-2002.6  | 任期结束后，财团内部确定连任，但因学校成员们的抗议，主动辞职。现任韩国国学中央研究学院院长 |
| 代理    | 韓昇洲           | 2002.6-2003.2  | 前驻美大使                                                                                 |
| 15      | 鱼允大           | 2003.2-2006.12 | 高丽大学经营学学士，首次选拔制校长，现任韩国商业管理学会主席 KB金融集团总裁                |
| 16      | 李弼商           | 2006.12-2007.2 | 因论文问题中途辞职。                                                                       |
| 代理    | 韓昇洲           | 2007.3-2008.1  |                                                                                            |
| 17      | 李基秀           | 2008.2-2011.2  | 高丽大学法学学士                                                                           |
| 18      | 金炳喆           | 2011.3-2015.3  |                                                                                            |
| 19      | 廉載鎬           | 2015.3-2019.2  |                                                                                            |
| 20      | 鄭真澤           | 2019.3-2023.2  |                                                                                            |
| 21      | 金東元           | 2023.3-        | 高丽大学经营学学士                                                                         |

## 知名校友
- 金大中（榮譽經濟學博士），大韓民國第15任總統
- 金泰浩 (新聞系)，韓國「國民綜藝節目」《無限挑戰》的制作人
- 李明博（經營學系學士畢業），大韩民国第17任总统
- 许政（商科畢業），前韩国国务总理
- 吴世勳 (法學系學士、碩士及博士學位)，现任首尔特别市市长
- 崔泰源（物理系學士畢業），SK集团会长
- 成始璄（社會學系學士畢業），有「情歌皇太子」之稱的韓國國民級歌手、主持人
- 金亞中  (言論大學院放送映像學碩士)，韩国女演员
- 鄭麗媛  (新聞放送學學士)，韩国女演员
- 李凡秀  (傳媒學院放送映像學碩士)，韩国演员
- 柳真  (法語法文學系)，韩国歌手、演员
- 洪明甫（體育教育學系學士畢業），韩国足球运动员，前国家队员
- 朴主永（體育教育學系學士畢業），韩国足球运动员，国家队员
- 车範根，韩国足球运动员，国家队员
- 金妍兒（體育教育學系學士畢業），韩国著名女单花式滑冰运动员
- 崔多彬 (國際體育學部在學)，韩国著名女单花式滑冰运动员
- 张美兰（體育教育學系學士畢業），韩国举重运动员，2005年毕业
- 宣铜烈（經營學系學士畢業），前韩国职棒选手，三星狮队总教练，1985年毕业
- 盧廷潤（朝鲜语：노정윤），韩国足球运动员，1993年毕业
- 趙成珉  (經營學系學士畢業)，韩国职业棒球选手，1995年毕业
- 鄭智泳  (法文學系畢業)，韓國電影導演
- 玉澤演  (國際經營與貿易學研究所碩士)，韓國男子偶像組合2PM成員
- 李美淑  (言論大學院碩士)，韓國知名演員
- 裴宗玉  (言論大學院言論學博士)，韓國知名演員

## 大學排名

### QS世界大学排名
2021年
- 世界大學排名：世界第69位。
- 亞洲大學排名：亞洲第11位。

### 泰晤士高等教育世界大学排名
2020年
- 世界大學排名：世界第167位。
- 亞洲大學排名：亞洲第20位。

### 世界大学学术排名
2020年
- 世界第201-300。

## 交通運輸
周邊道路：內部循環道路(首爾特別市道30號)月谷交流道、仁村路、安岩路、古山子路
地鐵：●首尔地铁6号线 高麗大學站

## 外部連結
- 高麗大學校主頁(韓語) （页面存档备份，存于）